# アン・モロー・リンドバーグ

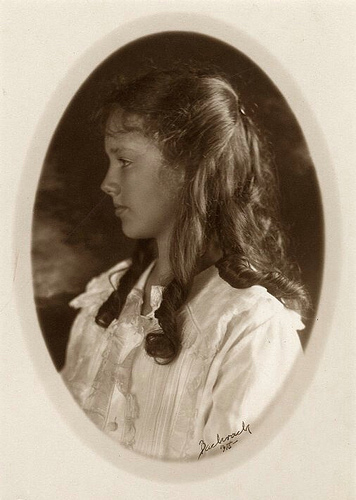
アン・モロー・リンドバーグ（1918年撮影）

アン・モロー・リンドバーグ（Anne Morrow Lindbergh、1906年6月22日 - 2001年2月7日）は、アメリカ合衆国の飛行家、文筆家。チャールズ・リンドバーグの妻。

## 経歴
ニュージャージー州イングルウッドに、のちメキシコ大使となるドワイト・モローの次女として生まれる。1928年、スミス・カレッジを卒業し、1929年、単独での大西洋無着陸横断飛行を史上初めて達成したことで著名なチャールズ・リンドバーグと結婚する。1930年に米国の女性として最初にグライダーのライセンスを取得し、1931年にはプロペラ機のライセンスも取得した。チャールズ・オーガスタス・ジュニア（1930年）、ジョン（1932年）、ランド（1937年）、アン（1940年）、スコット（1942年）およびリーヴ（1945年）の6人の子供をもうけた。
1932年に長男チャールズ・オーガスタス・ジュニアが誘拐されて殺害される事件（リンドバーグ愛児誘拐事件）が起きる。その後夫妻でヨーロッパに渡り、ナチス・ドイツと親しくし、米国とドイツの連合を働きかけ、帰国後は反戦運動に携わる。
戦後、1955年に『海からの贈物』を書いてベストセラーとなり、文筆家としていくつかの賞を受けた。夫はミュンヘンの帽子屋ブリギッテ・ヘスハイマーと愛人関係にあった。

## 著作邦訳
- 『北方への旅』深澤正策訳　改造社　1935
  - 『東方への空の旅』村上啓夫訳 育生社弘道閣 新日本圏叢書 1942
  - 『翼よ、北に』中村妙子訳 みすず書房 2002
- 『聴け! 風を』石田アヤ訳 白揚社 1939
  - 『聞け! 風が』中村妙子訳 みすず書房 2004
- 『未来の波 アメリカの反省』山屋三郎訳 丸岡出版社 1941
  - 『未来の波 信念の告白』輝ク会訳 輝ク会 1942
- 『海からの贈物』吉田健一訳 新潮社 1956、新潮文庫、改版2004
  - 『海からの贈りもの』落合恵子訳 立風書房（学研） 1994
- 『金の時鉛の時』佐藤亮一訳 TBS出版会 1974
- 『ユニコーンを私に アン・モロウ・リンドバーグの日記と手紙 1922〜1928』中川経子訳 三好企画 1997
- 『輝く時、失意の時 ユニコーンとともに アン・モロウ・リンドバーグの日記と手紙 1929〜1932』中川経子訳 三好企画 1997

## 伝記（日本語）
- ジョイス・ミルトン『リンドバーグ チャールズとアンの物語』中村妙子訳 筑摩書房 1994
- リーヴ・リンドバーグ『母の贈りもの アン・モロー・リンドバーグ最後の日々』桃井緑美子訳 青土社 2003